# Nitrosylsvavelsyra
Nitrosylsvavelsyra är en anhydrid av svavelsyra och salpetersyra. Den har formeln HSO4NO.

## Framställning
Nitrosylsvavelsyra bildas när svaveldioxid (SO2) löses i koncentrerad salpetersyra (HNO3), vilket är det som händer när svavelsyra tillverkas enligt blykammarprocessen.
{\displaystyle {\rm {SO_{2}+HNO_{3}\rightarrow HSO_{4}NO}}}
Det kan också framställas genom att blanda svavelsyra och salpetersyra.
{\displaystyle {\rm {H_{2}SO_{4}+HNO_{3}\rightarrow HSO_{4}NO+H_{2}O}}}

## Användning
Nitrosylsvavelsyra används som en källa till NO+-joner som till exempel kan användas för att konvertera aminer till diazonium-salter, till exempel anilin till bensendiazonium.
{\displaystyle {\rm {C_{6}H_{5}NH_{2}+NO^{+}\rightarrow C_{6}H_{5}N_{2}^{+}+H_{2}O}}}